# Salvia guaranitica
Salvia guaranitica, auch Südamerika-Salbei und Guarani-Salbei genannt, ist eine Pflanzenart aus der Gattung Salbei (Salvia) in der Familie der Lippenblütler (Lamiaceae). Die Art ist in den Bergregionen des zentralen und südlichen Brasiliens, in Paraguay, Uruguay und Nordargentinien beheimatet und wird selten als Zierpflanze in Gärten gehalten. Der Südamerikasalbei wird etwa 200 cm hoch und bringt im gemäßigten Klima Europas von Ende Juni bis in den Herbst Blüten hervor. Die Pflanze ist nur bedingt winterhart.

## Beschreibung

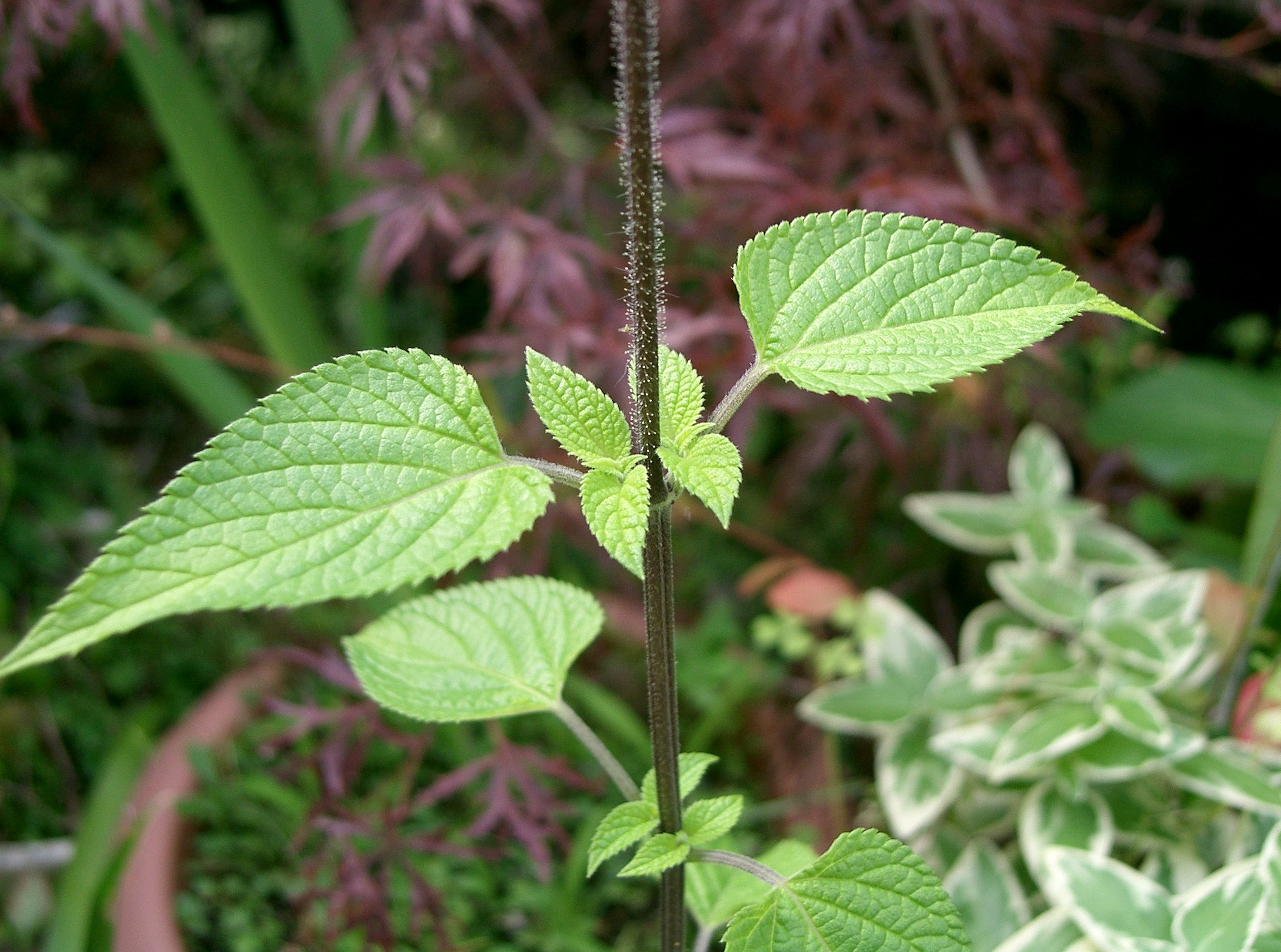
Blätter von Salvia guaranitica

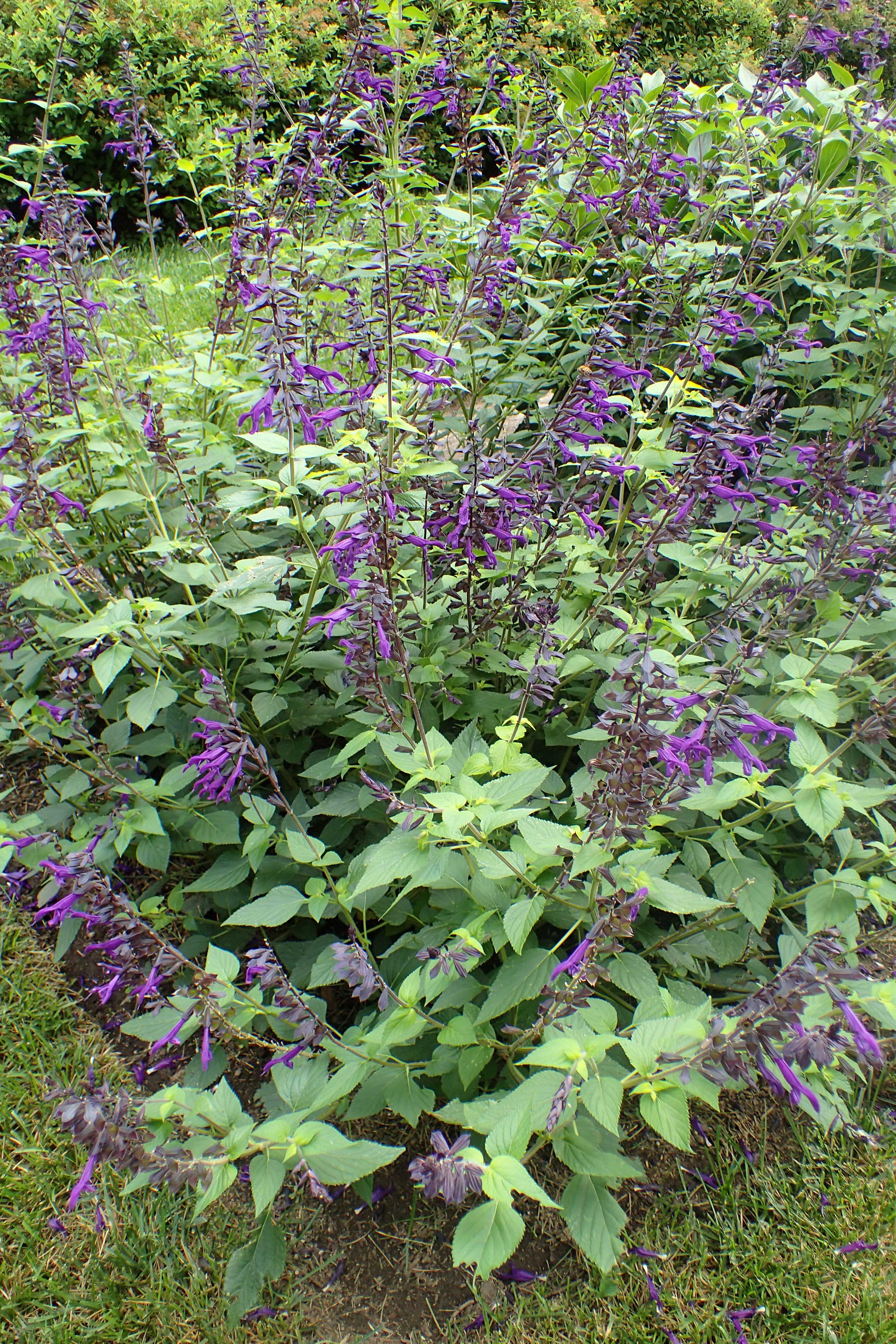
Salvia 'Amistad'

### Vegetative Merkmale
Salvia guaranitica ist ein Halbstrauch und bildet aufrechte, stark verzweigte, 100–200 cm lange Stängel und wächst mittels kurzer Ausläufer in die Breite. Die Stängel sind rippig und drüsig behaart. Die gestielten, einfachen, eiförmigen bis dreieckigen, 4–12 cm langen, gesägten bis gekerbten und spitzen bis zugespitzten Laubblätter sind fast ebenso breit wie lang. Die Blätter sind je nach Sorte glatt oder weich behaart und duften beim Zerreiben leicht nach Anis.

### Generative Merkmale
Der 20–30 cm lange, endständige Blütenstand ist eine aufrechte, lockere Traube mit Scheinquirlen von jeweils bis etwa 8 kurz gestielten Blüten mit doppelter Blütenhülle. Die Spitze des Blütenstands ist zunächst nach unten gebogen und richtet sich mit dem Öffnen der ersten Blüten auf. Die schlanke, 2,5–5 cm lange, tiefblau-violette Blütenröhre endet zweilippig, wobei die obere Kronlippe länger ist als die untere. Die kurzen Kelchblätter sind je nach Sorte grün oder dunkelviolett. Es werden kleine Klausenfrüchte gebildet.

### Chromosomensatz
Die Chromosomenzahl beträgt 2n = 88.

## Ökologie
Salvia guaranitica gehört zu den ornithophilen Pflanzen: Kolibris bestäuben die Blüten, d. h. berühren die Pollensäcke und Narben, während sie aus den Blüten Nektar trinken. In kalifornischen Gärten besuchen beispielsweise Veilchenkopfelfen die Blüten. Die Vögel besuchen die Blüten nicht nur im Schwirrflug, sondern sitzen auch auf den Zweigen oder umklammern die Blätter und Blüten. Bienen werden ebenfalls angelockt, bestäuben aber die Blüten nicht, sondern beißen oft eine seitliche Öffnung in die Blüten, um sich einen direkten Zugang zum Nektar zu verschaffen („Nektarraub“).

## Vorkommen
Salvia guaranitica ist in den subtropischen Bergregionen des zentralen und südlichen Brasiliens, in Paraguay, Uruguay und im Norden Argentiniens beheimatet, wo es relativ feucht ist und kaum Frost auftritt. Am natürlichen Standort besiedelt die Pflanze sonnige bis halbschattige Waldränder auf lockeren, humusbedeckten Mineralböden.

## Verwendung
Salvia guaranitica eignet sich besonders gut für sonnige Plätze in großzügigen Sommerrabatten oder im Kübel. Sie passt gut zu hohen gelb blühenden Staudengattungen Helianthus, Heliopsis und Rudbeckia, aber auch zu weiß blühenden Herbst-Anemonen. Für eine üppige tropische Optik lässt sie sich auch gut mit Blumenrohr (Canna) und Buntnesseln kombinieren. Die Pflanze wächst schnell und ist pflegeleicht, sofern der Standort sonnig und der Boden feucht und nahrhaft ist. Salvia guaranitica ist nur bedingt winterhart bis −12 °C (Zone 8a). Die Pflanze benötigt viel Wärme, Licht und humusreiche Gartenerde, die gleichmäßig frisch sein sollte. Trockenstress und Staunässe werden nicht gut vertragen. Wegen der mangelnden Winterhärte wird der Salbei meist wie eine einjährige Pflanze behandelt, lässt sich aber auch zurückgeschnitten in einem kühlen, frostfreien, dunklen Raum oder in Form von Stecklingen kühl und hell überwintern.
Im Gartenbau werden statt der Wildform meist Sorten und Hybriden verwendet, beispielsweise 'Argentine Skies' (blass schieferblaue Krone mit grünem Kelch), 'Amistad' und 'Purple Majesty' (beide mit blau-violetten Kronen und violett-schwarzen Kelchblättern, wahrscheinlich Hybriden aus Salvia guaranitica x Salvia gesneriifolia) und 'Black and Blue' (dunkelblaue Krone mit glänzend-schwarzem Kelch). 'Amistad' und 'Blue Enigma' (himmelblaue Krone mit grünem Kelch) wurden mit dem Award of Garden Merit ausgezeichnet.
Die Blätter können zum Aromatisieren von Kaltgetränken verwendet werden, eignen sich aber nicht für heiße Tees, da das Aroma rasch verfliegt. Salvia guaranitica ist eine traditionelle Heilpflanze, die in Lateinamerika als Beruhigungsmittel verwendet wird. Das enthaltene Flavon Cirsiliol besitzt sedative und hypnotische Eigenschaften, wahrscheinlich durch Einwirkung auf einen bestimmten Rezeptortyp für Benzodiazepin.

## Systematik
Die Erstveröffentlichung von Salvia guaranitica A.St.-Hil. ex Benth. erfolgte 1833 durch George Bentham in Labiatarum Genera et Species, S. 298. Das Artepithon guaranitica ist nach dem südamerikanischen indigenen Volk der Guaraní benannt, das traditionell die sedativen Eigenschaften der Pflanze nutzt. Synonyme sind Salvia coerulea Benth., Salvia hoveyi auct., Salvia ambigens Briq., Salvia melanocalyx Briq.
Salvia guaranitica wird der Salvia-Untergattung Calosphace zugeordnet. Diese besteht aus fast 500 in Amerika beheimateten Arten, mit Zentren der Artenvielfalt in Mexiko, in der Andenregion, im Süden Brasiliens und in Argentinien.